# Károly Bajkó
Dans le nom hongrois Bajkó Károly, le nom de famille précède le prénom, mais cet article utilise l’ordre habituel en français Károly Bajkó, où le prénom précède le nom.
Károly Bajkó, né le 1er août 1944 à Békés et mort le 9 juin 1997 à Budapest, est un lutteur hongrois spécialiste de la lutte libre et de la lutte gréco-romaine.

## Carrière
Károly Bajkó participe aux Jeux olympiques d'été de 1968 à Mexico en lutte gréco-romaine et remporte la médaille de bronze dans la catégorie des poids mi-moyens. Lors des Jeux olympiques d'été de 1972 à Munich, il remporte la médaille de bronze dans la catégorie de poids mi-lourds en lutte libre.